# Kanak Attak
Kanak Attak war ein 1998 gegründeter Zusammenschluss von Personen, die sich vorgenommen haben, „einer breiten Öffentlichkeit ohne Anbiederung und Konformismus eine neue Haltung von Kanaken [Menschen] aller Generationen zu vermitteln“. Die Aktiven bezeichneten sich als „anti-nationalistisch, anti-rassistisch und lehnten jegliche Form von Identitätspolitik ab, wie sie sich etwa aus ethnologischen Zuschreibungen speisen.“ Laut der Bundeszentrale für politische Bildung war Kanak Attak nie eine Gruppe, sondern bezeichnete eine Haltung.
Sprachlich ist die Namensgebung der Gruppierung zum einen hergeleitet von der Bezeichnung für die melanesische Bevölkerung in Neukaledonien (siehe Kanak (Volk), seinerseits entlehnt aus dem Hawaiischen kanaka für Mensch), und zum anderen von Attacke (aus dem Französischen attaque für Angriff). Die Zusammensetzung beider Begriffe impliziert auch eine Anspielung auf das demonstrativ-satirisch in konterkarierenden Sinn als Eigenbezeichnung aufgegriffene, im deutschsprachigen Raum in fremdenfeindlichem Zusammenhang verbreitete Schimpfwort Kanake. Das Netzwerk trug durch den Kurzfilm Weißes Ghetto (2002) zur Popularisierung des Begriffs Biodeutsch bei.
Das Netzwerk gibt es (vermutlich seit 2002) nicht mehr, wenn auch ein „Auflösungsbeschluss“ nie veröffentlicht worden ist. Seine Website ist allerdings noch aufrufbar.

## Gründung und Ziele
Der Name des Zusammenschlusses geht auf das Buch „Kanak Sprak“ von Feridun Zaimoğlu, der zu den Gründungsmitgliedern der Gruppe gehörte, zurück. Der später ausgeschiedene deutschtürkische Dichter wurde zur Zeit des Höhepunkts des Medieninteresses an der Gruppe häufig auch als „spiritueller Leader von Kanak Attack“ wahrgenommen. Die Initiative entstand 1998 im Rahmen der Kritik an den damaligen Debatten um die Multikulturelle Gesellschaft, die als latent rassistisch analysiert und mit künstlerischen und satirischen Mitteln angegangen wurden.
Ein besonderes Merkmal der Initiative waren eigene Wortneuschöpfungen, bei denen kolonialisierte Begriffe und Begriffe der Mehrheitsgesellschaft (Dominanzkultur) paraphrasiert, internationalisiert und überschrieben wurden. So wurde mit dem Wort Mültikültüralizm der dominante Einwanderungsdiskurs um den Begriff Multikultur als rassifizierend und identitätspolitisch kritisiert.
Die Gruppe definierte sich in einem am 28. Januar 1999 in der tageszeitung veröffentlichten Manifest ausdrücklich als „kein Freund des Mültikültüralizm“, sondern als selbstgewählten Zusammenschluss verschiedener Leute über die Grenzen zugeschriebener, quasi mit in die Wiege gelegter „Identitäten“ hinweg.
Kanak Attak organisierte Politik- und Kulturveranstaltungen hauptsächlich für ein junges Publikum. Dabei versuchte die Initiative Migranten von der Gesellschaft zugeschriebene Negativattribute aufzubrechen: Eine offensichtlich harmlose interkulturelle Tanzveranstaltung mit Filmvorführung zum Thema Migrationsgesellschaft wurde zum Beispiel in Anlehnung an einen „Spiegel“-Titel vom 14. April 1997 (Thema: Migrationsgesellschaft) überall in Berlin als „Gefährlich fremd“ plakatiert.
Für die Gruppe engagierten sich eine Reihe Prominenter (meist mit Migrationshintergrund) aus verschiedensten Bereichen.
Die enge Verbindung von Kanak Attak mit der Kunstszene in Deutschland wird durch einen am 30. Juni 2012 in München gehaltenen Vortrag deutlich, dem das frühere Kanak Attak-Mitglied Nanna Heidenreich den Titel gab: „Die Kunst des Aktivismus. Kanak Attak revisited“.

### Politische Thematik
Im Mittelpunkt der Theoriearbeit und der politischen Kampagnen standen der deutsche Einwanderungsdiskurs, das Thema der Legalisierung von Migranten (wie Sans papiers, kein mensch ist illegal), Auswirkungen von Hartz IV, rassistische Folgen der Terroranschläge am 11. September 2001, das Zuwanderungsgesetz sowie die grundsätzlichen Rahmenbedingungen für Migranten und die gesellschaftlichen Ursachen und Hintergründe, die eine rassistische Wirkung erzielen.
Theoretische Grundlagen der Debatten innerhalb von Kanak Attak waren unter anderem das Homo-sacer-Projekt des italienischen Rechtsphilosophen Giorgio Agamben, das Theorem des Rassistischen Wissens von Mark Terkessidis sowie die Geschichte migrantischer Streiks, beispielsweise der Fordstreik von 1973 in Köln.
Das Thema Weißsein wurde 2002 durch ethnologische Befragungen in weißen Wohnvierteln dokumentiert (Kurzfilm: Weißes Ghetto).

## Mitglieder
- Manuela Bojadzijev
- Nikola Duric
- Serhat Karakayali
- Tobias Mulot
- Massimo Perinelli
- Sandy Kaltenborn
- İmran Ayata
- Vito Avantario
- Mark Terkessidis
- Vassilis Tsianos
- Feridun Zaimoğlu

## Texte
- Von kanak attak:
  - Manifest[9]
  - Wir sind das Bodenpersonal des „vahşi kapitalizm“. Hartz IV und das Recht auf Legalisierung[10]
  - Speaking of Autonomy of Migration… Racism and Struggles of Migration[11]
  - Marx’ Gespenster in der Debatte um die „Autonomie der Migration“. Eine Erwiderung auf Tobias Pieper. In: analyse & kritik (ak) 487 v. 17. September 2004, S. 34.[12]
  - Der KANAK ATTAK-AHA-EFFEKT und die Überwindung der antirassistischen Arbeitsteilung. Gespräch. In: ak, Hamburg 2001.[13]
- Serhat Karakayali: Die freundliche Einwanderungsgesellschaft. Eine Analyse bundesdeutscher Einwanderungspolitik. In: diskus Januar 2001, Frankfurt a. M.[14]
- Serhat Karakayali: Multikulturalismus: Die Caprifischer schlagen zurück.[15]
- Serhat Karakayali: „Sechs bis acht Kommunisten, getarnt in Monteursmänteln.“ Die wahre Geschichte des Fordstreiks in Köln 1973.[16]
- Manuela Bojadzijev, Serhat Karakayali, Vassilis Tsianos: Das Rätsel der Ankunft – Von Lagern und Gespenstern. Arbeit und Migration: Agamben, Negri/Hardt und der Ausnahmezustand der Migration. In: Kurswechsel 03/2003[17]
- Manuela Bojadzijev, Serhat Karakayali, Vassilis Tsianos: Papers and roses. Die Autonomie der Migration und der Kampf um Rechte.[18]
- Manuela Bojadzijev, Vassilis Tsianos: borderclash – Festung Europa, Polysemie des Grenzregimes, Autonomie der Migration.[19]
- Manuela Bojadzijev, Tobias Mulot und Vassilis Tsianos: Kommentar zum Zuwanderungsgesetz.[20]
- Manuela Bojadzijev: Zwölf Quadratmeter Deutschland. Staatliche Maßnahmen und das Konzept der Autonomie.[21]
- Legalisation instead of Blanket Computer Searches Migration, Racist Regime and Leftist Anti-Racism – A Conversation with Kanak Attak. Debatte zwischen Manuela Bojadÿzijev, Serhat Karakayalõ und Vassilis Tsianos (Kanak Attak) und Thomas Atzert and Jost Müller (Subtropen). In: subtropen[22]
- Ellen Bareis: Kriminalisierte Einwanderung: Wie Legalisierung durchsetzen? Interview mit Ellen Bareis von Kanak Attak. Erschien in Junge Welt Juni 2002[23]
- Massimo Perinelli: Legalisierungskampagne jetzt nicht mehr möglich? Antirassistische Politik nach 1109 – II. In: ILA November 2001[24]
- Massimo Perinelli: Strategia Kanak – Recht auf Rechte global. Im Wartezimmer des Weltgeistes …[25]
- Micho Willenbücher: Agamben und das Ende des migrantischen Reformismus.[26]

## Kurzfilme, Videos, Performance
- Video Weißes Ghetto, 2002[27]

## Maxi-CD
Im und unter dem Namen des Netzwerkes wurde eine Maxi-CD (Dieser Song gehört uns) diverser Künstler (Aziza A., Boulevard Bou, Don Duric, Elena Lange von „Stella“, Microphone Mafia, Miguel Ayala, Murat G. von DJ Mahmut und Murat G, Sena) gegen Rassismus veröffentlicht. Am 30. Juni 2004 wurde die Single indiziert.

## Kanak-TV
Kanak-TV ist ein spezielles Filmprojekt der Gruppe in Köln mit gleicher Zielsetzung. Kanak-TV-Filme werden auf Dokumentarfilmfestivals gezeigt, aber auch auf der Internetpräsenz der Bewegung. Zum Teil sind sie auch als DVD zu beziehen.